# Atitalaquía
Atitalaquía è un comune del Messico, situato nello stato di Hidalgo.